# Ruisseau de Vaux (Bielersee)
Der Ruisseau de Vaux – oder auch Ruz de Vaux – ist ein fünf Kilometer langer Bach im Neuenburger und Berner Jura und bildet abschnittsweise die Grenze zwischen den Kantonen Neuenburg und Bern. Er mündet bei La Neuveville in den Bielersee. Die Wanderung durch die von diesem geschaffene Schlucht Combe de Pilouvi zählt zu den landschaftlichen Attraktionen der Region am Bielersee.

## Name
Der Gewässername nimmt Bezug auf die Siedlung Vaux am Unterlauf des Baches. 

## Geographie

### Verlauf
Der Ruisseau de Vaux entspringt auf der Hochebene des Tessenbergs südlich des Bergmassivs des Chasseral. Die Landschaft, die zum Regionalen Naturpark Chasseral gehört, weist sonst nur wenige kleine Fliessgewässer auf, wohl weil wie in anderen Juragebieten das Oberflächenwasser meist im Karst des Kalkgebirges versickert. Der heute sichtbare Bachlauf beginnt nördlich des neuenburgischen Dorfes Lignières beim Weiler Le Moulin/Champ Favarger und zieht in südlicher Richtung zum Dorf. Die älteren Landeskarten der Schweiz zeigen, dass das Quellgebiet des Baches bis um die Mitte des 20. Jahrhunderts eine viel grössere Ausdehnung hatte und sich von einem Tal etwa zwei Kilometer westlich von Le Moulin bis zu einem Moorgebiet östlich davon erstreckte. Der alte Oberlauf des Baches ist bei Meliorationsarbeiten im ehemaligen Feuchtgebiet und der Güterzusammenlegung auf dem Tessenberg um 1960 fast ganz verschwunden. Der Bach entwässerte früher das Gebiet nördlich der eiszeitlichen Seitenmoräne von Lignières. und lieferte die Antriebsenergie für zwei Mühlen oberhalb des Dorfes; zwei ehemalige Mühlenweiher, die früher vom Bach gespiesen wurden, sind noch vorhanden; der eine davon liegt beim Weiler Le Moulin Navilot und der andere mit dem Namen L’Écluse (deutsch: «Schleuse») ist ein isoliertes Feuchtbiotop im Gebiet des entwässerten Moors.
Im Dorf Lignières fliesst der Bach bei der Stelle mit dem mundartlichen Flurnamen Sur le ruz (frankoprovenzalisch für «über dem Bach») zuerst gegen Süden und danach in südöstlicher Richtung in das Tal Les combes. Der im Westschweizer Jura weit verbreitete galloromanische Flurname combe bedeutet auf Deutsch «enges, kurzes Tal». Etwa einen Kilometer ausserhalb der Ortschaft erreicht von Nordosten her die Kantonsgrenze das Tal, das dort Combe de Lignières  heisst. Die Stelle ist mit einem historischen Grenzstein von 1820 markiert; und oberhalb des Bachgrabens steht zudem ein alter Dreiländerstein von 1535. Danach folgt die Kantonsgrenze dem Bachgraben bis zur Mündung des Ruisseau de Vaux in den Bielersee.
Das südöstlich von Lignières immer tiefer in die bewaldete Bergflanke eingeschnittene, felsige Tobel überwindet auf einer kurzen Strecke die Höhe von fast dreihundert Metern. In diesem Grenztal mit dem Namen Combe du Pilouvi reihen sich kleine Wasserfälle aneinander, die über einen Wanderweg zugänglich sind. Es erreicht westlich der Burg Schlossberg oberhalb der Stadt La Neuveville nach einem letzten kleinen Wasserfall die flache Landschaft nordwestlich des Bielersees, die der Bach auf seinem einen Kilometer langen Unterlauf in südöstlicher Richtung in einem schmalen Graben durchquert.

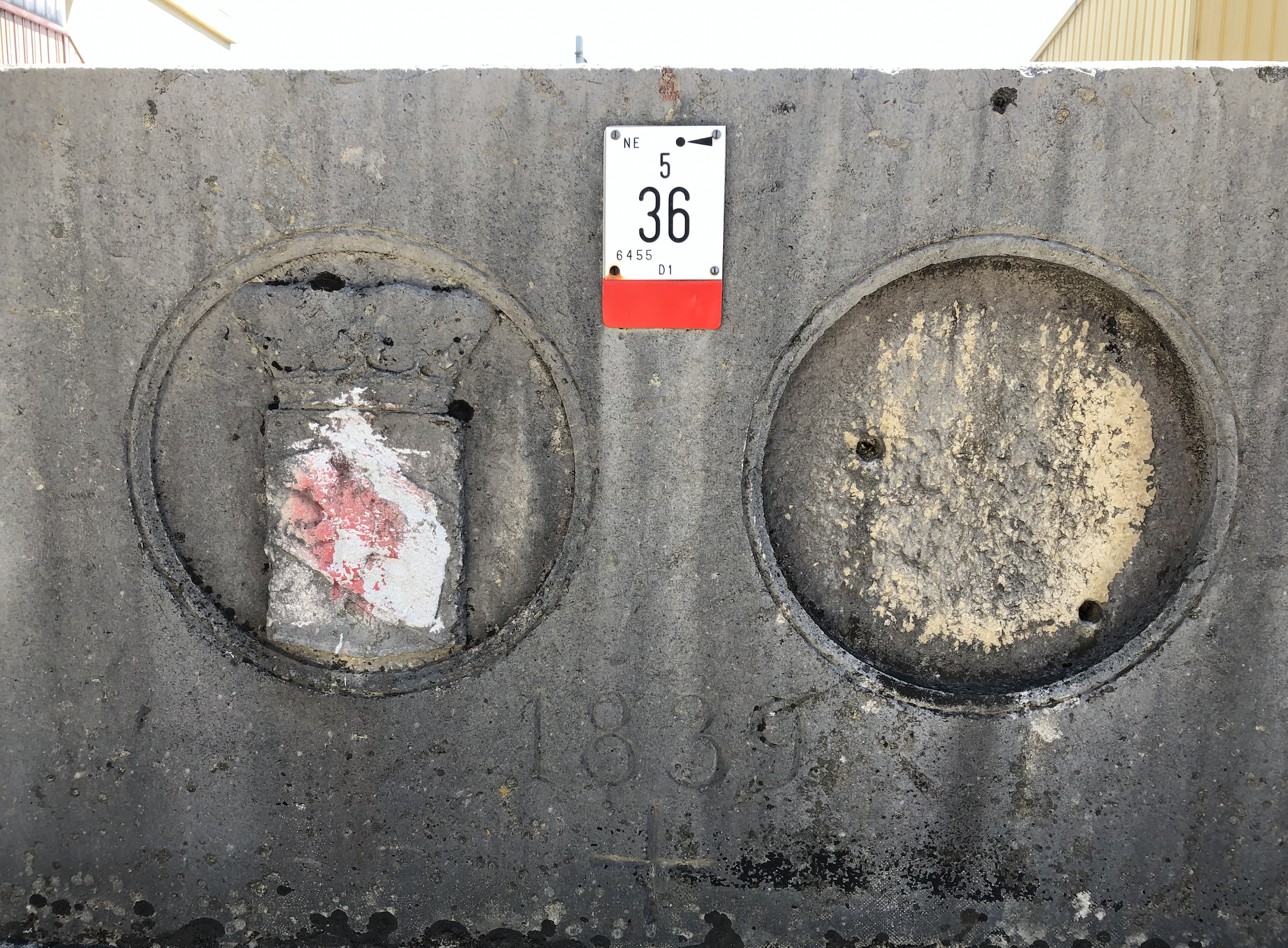
Brüstungsmauer der Brücke mit Markierung der Kantonsgrenze von 1839; links übermaltes Bernerwappen und rechts abgeschlagenes Wappen des ehemaligen Fürstbistums Neuenburg

Das Land westlich der Altstadt von La Neuveville war früher offenes Rebberggebiet und ist heute zum grossen Teil mit Wohn- und Gewerbesiedlungen beidseits des Bachlaufes überbaut. Noch bis zum Beginn des 20. Jahrhunderts befanden sich neben der Brücke Pont de Vaux, wo die alte Landstrasse von Neuenburg nach Basel den Bach überquerte, nur wenige Häuser der Siedlung Vaux, die heute eine Vorstadt von La Neuveville ist; seither sind viele Weinbergparzellen in der näheren Umgebung der Stadt und auch in der Nachbargemeinde Le Landeron auf der rechten Seite des Ruisseau de Vaux durch Ortserweiterung verschwunden.
Der Bach wird in der Ebene heute von sieben Brücken und Stegen überspannt. Die alte Vaux-Brücke an der Route de Bâle (deutsch «Baselstrasse»), die vom Mittelalter bis zum Ende des Ancien Regime die damalige Landesgrenze zwischen dem Fürstentum Neuenburg und der Kastlanei La Neuveville im Fürstbistum Basel markiert hatte, ist mit ihrem gemauerten Brückenbogen erhalten, dessen Bauzeit nicht bekannt ist. Im 19. Jahrhundert kamen die neuen Brücken der modernen, von Neuenburg und Bern 1839 errichteten Landstrasse – heute die Hauptstrasse 5 – und der Bahnstrecke Lausanne–Biel/Bienne dazu und in der zweiten Hälfte des 20. Jahrhunderts direkt neben der Bahnlinie das Trassee der Nationalstrasse 5. Der untere Bachlauf liegt im letzten Abschnitt in einem gemauerten Kanal und ist zudem bei verschiedenen Gewerbebetrieben eingedolt. Neben dem Campingplatz und dem Strandbad von La Neuveville mündet der Ruisseau de Vaux in den Bielersee.

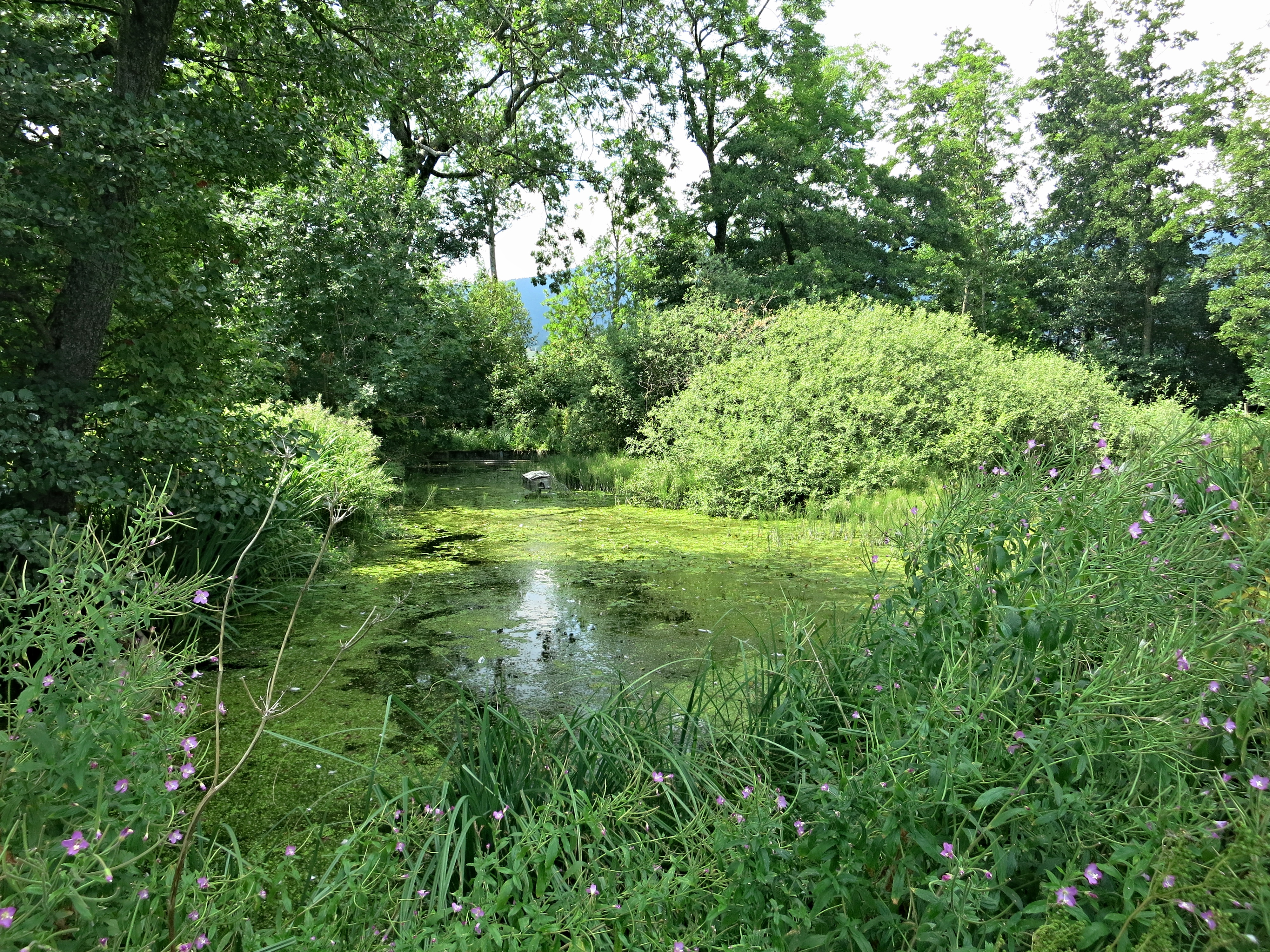
Ehemaliger Mühlenweiher L’Écluse bei Lignières
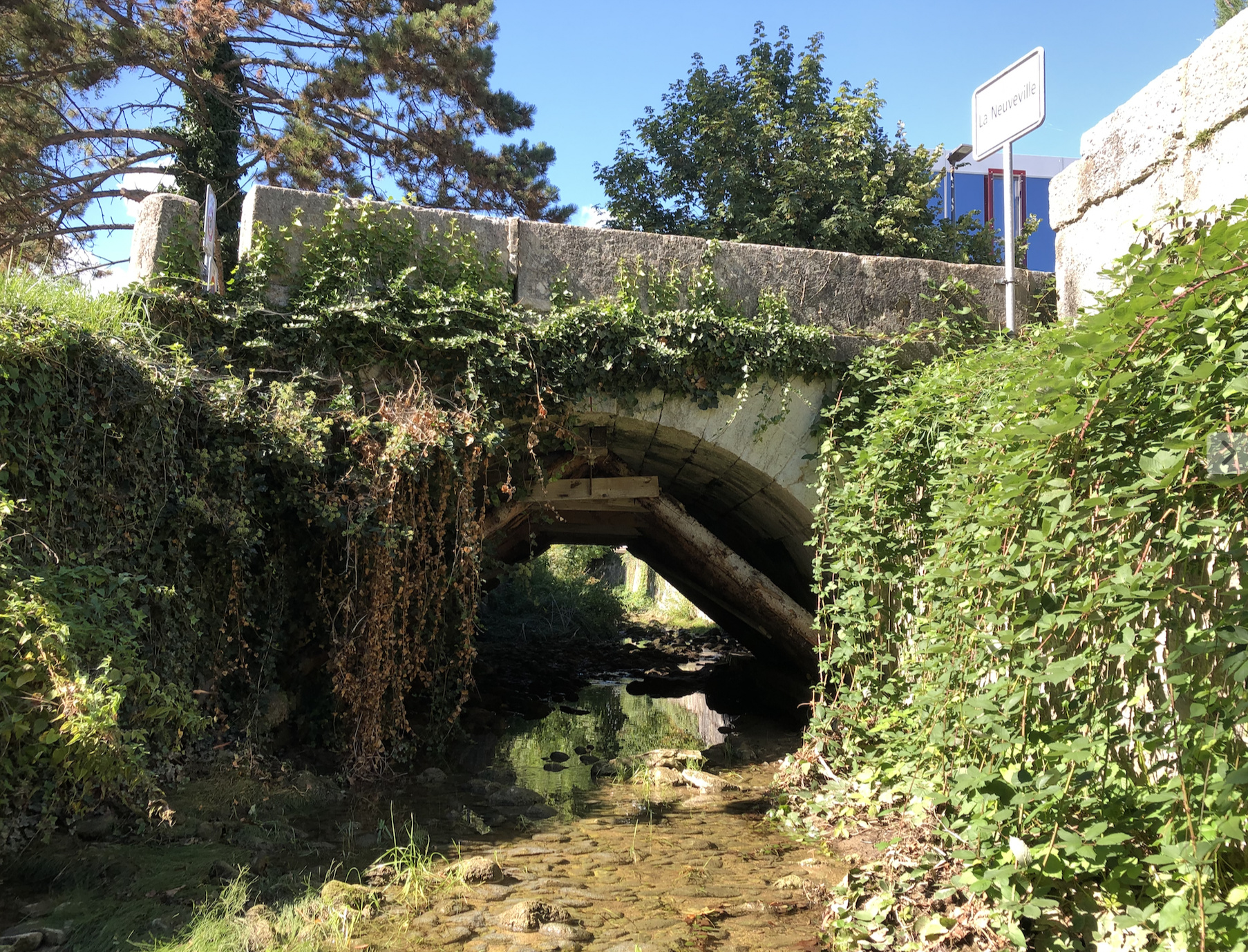
Historische Bogenbrücke bei Vaux

### Einzugsgebiet
Das Einzugsgebiet des Ruisseau de Vaux ist 20,29 km² gross und besteht zu 44,0 % aus Bestockter Fläche, zu 49,7 % aus Landwirtschaftsfläche, zu 6,2 % aus Siedlungsfläche und zu 0,1 % aus unproduktiven Flächen.
Die Flächenverteilung
Die mittlere Höhe des Einzugsgebietes beträgt 987,2 m ü. M., die minimale Höhe liegt bei 424 m ü. M. und die maximale Höhe bei 1568 m ü. M.

### Zuflüsse
- Le Moulin (rechts)
- Le Pâquier (links)

## Hydrologie
Bei der Mündung des Ruisseau de Vaux in den Bielersee beträgt seine modellierte mittlere Abflussmenge (MQ) 700 l/s. Sein Abflussregimetyp ist pluvial jurassien und seine Abflussvariabilität beträgt 24.